# 沙子镇 (石柱县)
沙子镇，是中华人民共和国重庆市石柱土家族自治县下辖的一个乡镇级行政单位。

## 行政区划
沙子镇下辖以下地区：
人和社区、星光村、青园村、盘龙村、卧龙村、龙源村、桃园村、鱼泉村、沙子村和兴隆村。